# Gumídci
Gumídci (v anglickém originále Disney's Adventures of the Gummi Bears) je americký animovaný televizní seriál z produkce společnosti Walt Disney. Tento seriál byl v USA odvysílaný na NBC od 14. září 1985 do 22. února 1991. Bylo vyrobeno celkem 65 dílů (95 segmentů, 30 dílů je složeno ze dvou epizod). V zemích bývalého Východního bloku, jako bylo Československo nebo Rusko, byl tento seriál odvysílaný až po pádu Železné opony.
Každý díl je dlouhý přibližně 22 minut.

## Vysílání v Česku
V Československu, resp. v Česku, bylo postupně odvysíláno všech 65 dílů (95 segmentů). Nejprve bylo prvních 52 dílů (81 segmentů) odvysíláno v letech 1992–2010 na ČST a nakonec bylo posledních 13 dílů (14 segmentů) odvysíláno v únoru 2011 na TV Barrandov v pořadu Animáček. Bylo tak odvysíláno kompletních 65 dílů (95 segmentů).

## Obsah seriálu
Hlavními postavami v tomto seriálu jsou humanoidní medvídci; od 1. do 20. dílu jich je 6, a od 21. dílu až do konce seriálu jich je 7. Ti jsou jedinými Gumídky, kteří zůstali v Medunii v tzv. Gumdolí (ostatní jejich příbuzní odpluli před 500 lety ze strachu z lidí do zámoří). Dále se v seriálu objevují obři jménem tupouni a několik dalších lidských postav. Seriál se odehrává ve světě podobném středověké Evropě. Gumídci žijí v lese, kde se skrývají před lidmi, kteří si myslí, že Gumídci již neexistují a že příběhy o nich jsou pouhé pohádky. O jejich existenci ví kromě epizodních postav jen několik málo lidí, to jsou např. kníže Ignor, princezna Klára, a královské páže Kryštof se svým dědečkem atd. Vypití ,,hopsinkové šťávy" jim dodává větší sílu a lepší skok ,ale pouze na omezenou dobu.
Hlavním nepřítelem Gumídků je kníže Ignor, který žije v Lotrounsku na hradě Lotrník společně s obry tupouny, ke kterým patří i malý tupoun Stoupa, hlavní poskok Ignora. Hlavním cílem Ignora je získat hrad Strdín, kde se svou rodinou a svými poddanými žije král Medunie jménem Kristián. Na tom, že se Ignorův cíl nikdy nepodařilo uskutečnit, mají velký podíl Gumídci a jejich přátelé.

## Postavy v seriálu
Toto je seznam postav v seriálu Gumídci. Existují různé dabované verze překladu do českého jazyka. Některé postavy proto mají v českém jazyce vícero jmen.

### Hlavní postavy
- Brepta (v originále Zummi, namluvil Paul Winchell a Jim Cummings, česky Lubomír Lipský a Milan Stehlík) je hlavním vedoucím gumídků, který má ve své kanceláři Velkou gumvědnou knihu, díky které se naučil kouzlit a z níž bere všechny své vědomosti o původních gumídcích a jejich vynálezech. Je nejstarším ze všech gumídků z Gumdolí.
- Babča (v originále Grammi, namluvila June Foray, česky Eva Jiroušková) je hlavní kuchařkou gumídků a kromě vaření vykonává i další domácí práce. Ona jediná vždy vaří speciální hopsinkovou šťávu.
- Brůča (v originále Gruffi, namluvil Bill Scott a Corey Burton, česky Oldřich Vlach) je hlavním opravářem a údržbářem gumídků. Snaží se i zprovoznit vynálezy starých gumídků, jako je například dráha hopstráda, kterou se původní gumídci velmi rychle dostávali do vzdálených míst. Je jediným z gumídků, který nesouhlasí s návštěvami Kláry a Kryštofa v jejich obydlí.
- Bumla (od 53. dílu Brumla, v originále Tummi, namluvil Lorenzo Music, česky Vlastimil Zavřel) si velice rád pochutná na dobrém jídle a je to vidět i na jeho postavě. Má také trochu jednodušší myšlení, což ho několikrát přivede do problémů.
- Bára (od 53. dílu Barča, v originále Sunni, namluvila Katie Leigh, česky Jitka Morávková) je mladá slečna, na jejímž chování je vidět její pubertální věk. Je velkou obdivovatelkou lidí a jejich společenských způsobů.
- Bíďa (v originále Cubbi, namluvila Noelle North, česky Jana Altmanová a Radka Malá) je nejmladší člen gumídků, touží po dobrodružství, často bývá velice zbrklý a život gumídků v Gumdolí se mu zdá velice nudný.
- Bóža (od 53. dílu Gusta, v originále Gusto, namluvil Rob Paulsen, česky Jiří Prager a Martin Písařík) se neobjevuje v seriálu od prvního dílu, je objeven a přiveden Brůčou a Bumlou. On sám se považuje za umělce, ale jeho styl nikdo nechápe. V Gumdolí trvale nežije, žije v jeskyni za vodopádem, pouze na zimu jde do Gumdolí.

### Kladné postavy
- Kryštof (v originále Cavin, namluvil v 1. řadě Christian Jacobs, v 2. řadě Brett Johnson, v 3. řadě David Faustino, ve 4. a 5. řadě Jason Marsden a v 6. řadě R.J. Williams, česky Pavel Tesař) je mladík, který dělá páže nejvyššímu rytíři na dvoře krále Kristiána a jako první se seznámí s gumídky, když jim vrátí gumídkovský medailón, který zdědil po svých předcích a který dokáže otevřít Velkou gumvědnou knihu. Stejně jako Bíďa touží po dobrodružství.
- Princezna Klára (od 53. dílu Princezna Klárka, v originále Princess Calla, namluvila Noelle North, česky Šárka Joklová a Eliška Pohorská), dcera krále Kristiána, se s gumídky seznámí s pomocí Báry a stává se druhým člověkem, který o gumídcích ví.
- Král Kristián (v originále King Gregor, namluvil Michael Rye, česky Petr Pelzer) je dobrým a přívětivým vládcem Medunie, otcem Kláry a ochráncem svého lidu před nepřáteli, jako je například kníže Ignor.
- Sir Randál (v originále Sir Tuxford, namluvil v 1. řadě Bill Scott, v 2. řadě Roger C. Carmel a od 3. řady Brian Cummings, česky Pavel Zedníček) a jeho rytíři chrání Strdín před nepřáteli. Sir Randál je nemehlo a většinu svých akcí poplete.
- Lord Bodyček (ve 41.díle Sir Hložinka, v originále Sir Thornberry, namluvil Walker Edmiston, česky Jiří Bruder a Martin Klásek) je strážcem bájné Hopsantidy (v originále Ursalia).
- Tukan Arťa (v originále Artie Deco, česky namluvil Antonín Jedlička) je inteligentní mluvící pták, přítel gumídka Bóži.

### Záporné postavy
- Kníže Sigmund Ignor (v originále Duke Sigmund Igthorn, namluvil Michael Rye, česky Jiří Plachý mladší) je majitelem hradu Lotrník. Snaží se získat hrad Strdín a stát se vládcem místo krále Kristiána. Jeho věrným poskokem je Stoupa a při uskutečňování jeho plánu mu pomáhá tlupa tupounů.
- Stoupa (v originále Toadwart nebo domácky Toadie, namluvil v 1. řadě Bill Scott a od 2. řady Corey Burton, česky Jan Kotva a Miroslav Vladyka) je zakrslý tupoun, kterému to myslí o trochu lépe než ostatním tupounům. Je hlavním služebníkem knížete Ignora a při horlivém plnění příkazů svého pána většinou vždy něco zkazí. Knížete Ignora oslovuje „Vaše knížecí Ignorantstvo“ nebo „Knížo".
- Tlupa tupounů (v originále the Ogres, namluvil Will Ryan) jsou velice hloupí obři. Jsou vždy ochotni splnit příkazy svého pána knížete Ignora.
- Lady Čajz (od 53. dílu Lady Bejn, v originále Lady Bane, namluvila Tress MacNeilleová, česky Jana Andresíková) je zlá čarodějnice vlastnící gumídkovský medailón. Ten je jí ale k ničemu, jelikož nezná žádná gumídkovská kouzla. Její zlotřilé plány se tedy točí kolem toho, jak najít gumídky a dostat z nich jejich kouzla. Stejně jako Ignor má Lady Čajz kolem sebe své služebníky, tzv. poskoky.
- Poskoci (v originále The Troggles, v díle Cesta do Hopsantidy je česky namluvila Inka Šecová) jsou služebníci Lady Čajz. Podobají se šakalům a příkazy své paní dokola opakují. Jinak se slovně moc neprojevují. V porovnání s tupouny jsou rychlejší, ale za to ještě hloupější.
- Podloš (v originále Unwin, namluvil Will Ryan, česky Martin Velda) je rytířské páže stejně jako Kryštof. Projevuje se jako mluvka a zbabělec, obvykle škodí Kryštofovi nebo s ním soupeří, ale Kryštof vždycky nakonec zvítězí chytrostí.

## Hopsinková šťáva
Tajný elixír vyráběný z hopsinek (v originále Gummiberries). Gumídci po ní skáčou a lidé dostanou obrovskou sílu, ovšem účinek hopsinkové šťávy trvá pouze jednu minutu a na lidi působí pouze jednou denně.

## Díly
Toto je seznam dílů v seriálu Gumídci. V seriálu Gumídci je 30 dílů složeno ze dvou zcela samostatných epizod, které jsou dlouhé přibližně 11 minut, které jsou rozlišené písmeny "a" a "b".
České pořadí dílů seriálu Gumídci je totožné i s ostatními evropskými zeměmi, kde byl seriál Gumídci odvysílaný, např. na Slovensku, v Rakousku, v Polsku, v Německu a mnoha dalších.
| Číslo epizody | Český název                               | Originální název                      |
| ------------- | ----------------------------------------- | ------------------------------------- |
| 01            | Nový začátek                              | A New Beginning                       |
| 02a           | Nekalý kameník                            | The Sinister Sculptor                 |
| 02b           | Brebta to rád horké                       | Zummi Makes It Hot                    |
| 03a           | Dračice je dračice                        | Someday my Prints Will Come           |
| 03b           | Kdopak by se draka bál?                   | Can I Keep Him?                       |
| 04            | Zlatý slavík v kleci                      | A Gummi In a Gilded Cage              |
| 05a           | Věštírna                                  | The Oracle                            |
| 05b           | Divotvorný kámen                          | When You Wish upon A Stone            |
| 06            | Na koho to jméno padne                    | A Gummi By Any Other Name             |
| 07a           | Punťa se vrací                            | Loopie Go Home                        |
| 07b           | Chrochtavé rodeo                          | A-Huntig We Will Go                   |
| 08a           | Rozhodnutí                                | The Fence Sitter                      |
| 08b           | Noc s chrličem                            | The Night Of The Gargoyle             |
| 09            | Tajemství šťávy                           | The Secret of the Juice               |
| 10a           | Náladový Brůča                            | Sweet and Sour Gruffi                 |
| 10b           | Souboj čarodějů                           | Duel of the Wizards                   |
| 11a           | Chytrá past na hlupáky                    | What You See is Me                    |
| 11b           | Honička na hopstrádě                      | Toadie’s Wild Ride                    |
| 12a           | Bublinové trable                          | Bubble Trouble                        |
| 12b           | My cizinou jsme bloudili                  | A Gummi in a Strange Land             |
| 13            | Světloskop                                | Light Makes Right                     |
| 14            | Jen výš, jen dál                          | Up, Up and Away                       |
| 15a           | Bumla na tryskový pohon                   | Faster Than Speeding Tummi            |
| 15b           | Sto dukátů za Ignora                      | For A Sovereigner More                |
| 16a           | Střety a skřety                           | Over The River and Through The Trolls |
| 16b           | Jsem přece princezna                      | You Snooze you Lose                   |
| 17            | Tajemství Rudého mstitele                 | The Crimson Avenger                   |
| 18a           | Černý rytíř zasahuje                      | A Hard Dazed Knight                   |
| 18b           | I patolízal se spálí                      | Do Unto Ogres                         |
| 19            | Na koho to kouzlo platí                   | For Whom The Spell Holds              |
| 20a           | Ztráty a nálezy                           | Little Bears Lost                     |
| 20b           | Hádej, kdo přijde na oslavu?              | Guess Who’s Gumming To Dinner?        |
| 21            | Tam za mořem Gumdolí leží                 | My Gummi Lies Over The Ocean          |
| 22a           | Mela s karamelem                          | Too Many Cooks                        |
| 22b           | Stoupa stoupl vedle                       | Just A Tad Smarter                    |
| 23a           | V každém těle jiný duch                   | If I Were You                         |
| 23b           | Cukr nad zlato                            | The Eye of the Beholder               |
| 24a           | Čáry máry                                 | Presto Gummo                          |
| 24b           | Na Strdíně roste strom                    | A Tree Grows In Dunwyn                |
| 25            | Když se vrátí pučmidráti                  | Day of Beevilweevil                   |
| 26a           | Samá voda                                 | Water Way To Go                       |
| 26b           | Příliš blízká setkání                     | Close Encounters for a Gummi Kind     |
| 27a           | Hledání ztraceného jara                   | Snows Your Old Man                    |
| 27b           | Vlk a kouzlátka                           | Boggling the Bears                    |
| 28            | Rytíři z Blafíku                          | The Knight's Of Gummidoon             |
| 29a           | Radujme se, veselme se                    | Mirthy Me                             |
| 29b           | Ach, ta láska mateřská                    | Gummi Dearest                         |
| 30            | Sedm statečných gumídků                   | The Magnificent Seven Gummies         |
| 31a           | Lotrnický dudák                           | Music Hath Charms                     |
| 31b           | Strdínská maškaráda                       | Dress For Success                     |
| 32a           | Věčný Ambrož                              | A Knight To Remember                  |
| 32b           | Babča tropí hlouposti                     | Gummis just want to have fun          |
| 33a           | Všude dobře, v Gumdolí nejlíp             | There’s No Place like Home            |
| 33b           | Kristiánův nový portrét                   | Color me Gummi                        |
| 34            | Kdo se směje naposled                     | He Who Laughs Last                    |
| 35a           | Jak se kalil Bumla                        | Tummi’s Last Stand                    |
| 35b           | Rudý mstitel znovu zasahuje               | The Crimson Avenger Strikes Again     |
| 36a           | Původ nerozhoduje                         | Ogre Baby Boom                        |
| 36b           | Bílý rytíř                                | The White Knight                      |
| 37a           | V nouzi poznáš gumídka                    | Good Neighbour Gummi                  |
| 37b           | Meč kontra přeslice                       | Girl's Knight Out                     |
| 38            | Létající muži na báječných strojích       | Top Gum                               |
| 39            | Milý kníže, kam s tou lodí?               | Gummi's At Sea                        |
| 40a           | Kdo to nemá od gumídků, v apatyce nekoupí | A Gummi A Day Keeps The Doctor Away   |
| 40b           | Obrovské trampoty                         | Let Sleeping Giants Lie               |
| 41            | Cesta do Hopsantídy                       | The Road To Ursalia                   |
| 42a           | Most přes řeku Krág                       | Bridge Over The River Gummi           |
| 42b           | Večírek nejen pro zvané                   | Life of the Party                     |
| 43a           | Království za dort                        | My Kingdom For A Pie                  |
| 43b           | Jak je důležité ctít pravidla             | The World According To Gusto          |
| 44            | Jeden den tupounem                        | Ogre For A Day                        |
| 45a           | Šíleně utrápená princezna                 | Princess Problems                     |
| 45b           | Gumídek gumídkovi přítelem                | A Gummi is a Gummi’s Best Friend      |
| 46            | Není všechno poklad, co se leskne         | Beg, Borrow and Steal                 |
| 47            | I dnes zapadá slunce nad Hopsantídou      | Return To Ursalia                     |
| 48            | Randálův parádní kousek                   | Tuxford’s Turnaround                  |
| 49            | Bod pro lorda Bodyčeka                    | Thornberry To The Rescue              |
| 50            | Stoupa dobyvatel                          | Toadie the Conqueror                  |
| 51            | Den plný zázraků                          | A Gummi’s Work is never Done          |
| 52a           | Brepta v zemi snů                         | Zummi in Slumberland                  |
| 52b           | Z babiččina receptáře                     | A Recipe For Trouble                  |
| 53            | Kouzelná deka                             | Patchwork Gummi                       |
| 54            | Královna Zobanů                           | Queen of the Carpies                  |
| 55            | Babča Barča                               | Rocking Chair Bear                    |
| 56            | Návrat Rudého mstitele                    | Once More the Crimson Avenger         |
| 57a           | Bratr Brumla                              | Friar Tum                             |
| 57b           | Na gumídka nevyzraješ                     | Never Give a Gummi an Even Break      |
| 58            | Medvěd k pohledání                        | True Gritty                           |
| 59            | Záměna                                    | Trading Faces                         |
| 60            | Trable s Brumlou                          | Tummi Trouble                         |
| 61            | Křídla nad královstvím                    | Wings Over Dunwyn                     |
| 62            | Kdo je lepší princezna?                   | May the best Princess Win?            |
| 63            | Tradice                                   | The Rite Stuff                        |
| 64            | Král Ignor 1                              | King Igthorn 1                        |
| 65            | Král Ignor 2                              | King Igthorn 2                        |